# Dijkvaart (Workum-Hindeloopen)
De Dijkvaart (Fries en officieel: Dyksfeart) is een kanaal in de gemeente Súdwest-Fryslân in de provincie Friesland ten zuiden van Workum en ten oosten van de stad Hindeloopen.
De Dijkvaart begint twee kilometer ten oosten van Hindeloopen bij de Oude Oostervaart en de Nieuwe Vaart aan de oostzijde van de N359. De vaart loopt ten noorden van buurtschap Kleine Wiske eerst in oostelijke richting en buigt dan in noordelijke richting langs Het Workumer Nieuwland. Het kanaal kruist de Spoorlijn Leeuwarden - Stavoren en gaat aan de zuidzijde van Workum gaat verder als de Horsa. De vier kilometer lange Dijkvaart maakt deel uit van de route van de Elfstedentocht.

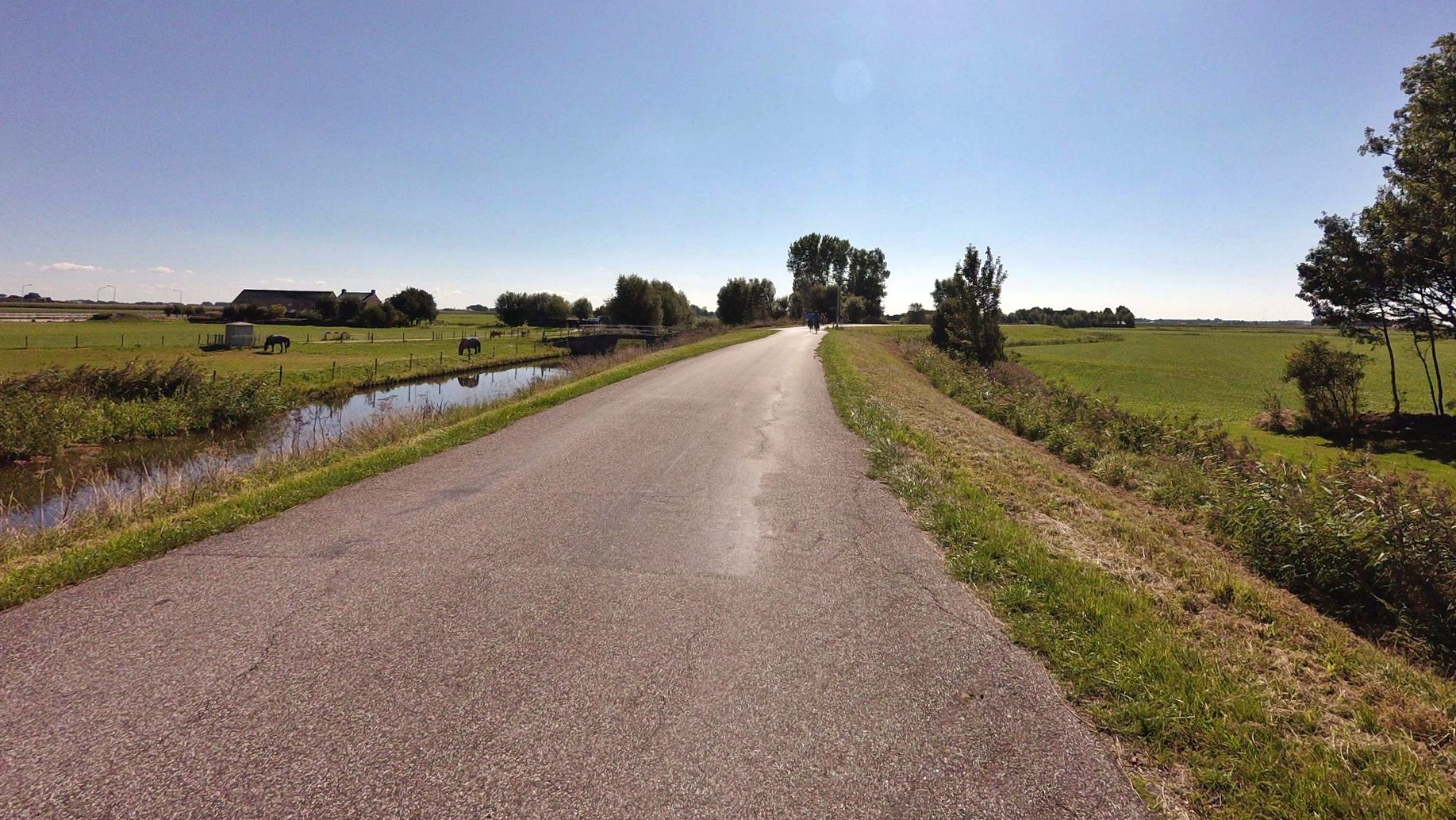
De Dijkvaart ten zuiden van Workum langs de Aldedyk in zuidelijke richting naar Hindeloopen

Zwette · Stadsgracht (Sneek) · Geeuw · Wijddraai · Wijde Wijmerts · Nauwe Wijmerts · Noorder Ee · Ee (Woudsend) · Slotermeer · Slotergat · Slotermeer · Luts · Van Swinderenvaart · Spookhoekstervaart · Rijstervaart · Oud-Karre · Johan Frisokanaal · Morra · Johan Frisokanaal · Noorderdijkvaart · Het Wijd · De Gronzen · Indijk · Zijlroede (Hindeloopen) · Oude Oostervaart · Dijkvaart · Horsa · Burevaart · Diepe Dolte · Workumertrekvaart · Het Kruiswater · Stadsgracht (Bolsward) · Witmarsumervaart · Harlingervaart · Bolswardervaart · Zuidoostersingel · Noordoostersingel · Noordergracht (Harlingen) · Van Harinxmakanaal · Sexbierumervaart · Noordergracht (Franeker) · Dongjumervaart · Ried · Berlikumerwijd · Moddergat · Wierzijlsterrak · Blikvaart · Zuidhoekstervaart · Ouwe Rij · Leistervaart · Finkumervaart · Dokkumer Ee · Het Kleindiep · Dokkumer Ee · Oudkerkstervaart · Murk · Ouddeel · Bonkevaart (finish)